# Mậu Thạch
Mậu Thạch là một xã thuộc tỉnh Nghệ An, Việt Nam. Xã được hình thành trên cơ sở sáp nhập xã Mậu Đức và xã Thạch Ngàn của huyện Con Cuông trong đợt Sáp nhập tỉnh thành Việt Nam 2025.

## Địa lý
Xã Mậu Thạch có vị trí địa lý:
- Phía Đông giáp xã Thành Bình Thọ;
- Phía Nam giáp xã Con Cuông và xã Nhân Hòa;
- Phía Tây giáp xã Cam Phục;
- Phía Bắc giáp xã Bình Chuẩn và xã Mường Chọng.

Xã Mậu Thạch có diện tích tự nhiên 164,26 km².

## Hành chính và tên gọi
Xã Mậu Thạch được thành lập theo Nghị quyết số 1678/NQ-UBTVQH15 của Ủy ban Thường vụ Quốc hội Việt Nam, ban hành ngày 16 tháng 6 năm 2025. Theo đó, sắp xếp toàn bộ diện tích tự nhiên, quy mô dân số của xã Mậu Đức và xã Thạch Ngàn thuộc huyện Con Cuông trước đây thành một xã mới có tên gọi là xã Mậu Thạch.
Trước đó, theo Đề án sắp xếp đơn vị hành chính cấp xã tỉnh Nghệ An, xã này là xã Con Cuông 3.
Sau sắp xếp xã có diện tích tự nhiên: 164,26 km², quy mô dân số: 13.200 người.